# Parti socialiste populaire (Haïti)
Pour les articles homonymes, voir Parti socialiste populaire.
Le Parti socialiste populaire était un parti politique haïtien qui fut créé en 1946 et interdit en 1948.
En 1946, l'écrivain Anthony Lespès fonde le Parti socialiste populaire avec Philippe Thoby-Marcelin et Étienne Charlier. Le Premier secrétaire général du PSP fut Anthony Lespès qui devint le rédacteur en chef de la revue « La Nation. »
Le PSP regroupe une majorité de militants mulâtres socialistes et marxistes. 
Le PSP se présenta à l'élection présidentielle de 1946. Le candidat mûlatre Max Hudicourt du PSP est battu par le Noiriste Dumarsais Estimé par 38 voix contre 13. « Pour le peuple cependant, l'élection de Dumarsais Estimé à la présidence représentait une escroquerie, un attentat à la démocratie, une horrible forfaiture qu'il accueillit avec des sentiments non dissimulés de surprise et de consternation. Dans les rues de Port-au-Prince, sans applaudir une seule fois le nouveau chef d'État, les badauds regarderont passer le cortège présidentiel dans un pesant silence de protestation. »
En 1948, le PSP fut frappé d'illégalité sur l'ordre du président Dumarsais Estimé. Le militant Max Sam fut le dernier dirigeant du PSP.